# Szkoła genewska
Szkoła genewska (fr. Groupe de Genève; też szkoła szwajcarska) – szwajcarska grupa historyków i teoretyków literatury. Założycielem szkoły genewskiej był Marcel Raymond, a do najbardziej znanych członków należeli Georges Poulet, Jean Starobinski, Gaston Bachelard i Joseph Hillis Miller. Grupa funkcjonujonowała w latach 30'-60' XX w. Założenia szkoły genewskiej bliskie były francuskiej nowej krytyce, a jej zainteresowania dotyczyły twórczości literackiej od baroku do współczesności. 
Wybrane założenia teoretyczne:
- badanie dzieła literackiego autora należy odnieść do jego twórczości jako całości,
- w językowej formie utworu przejawia się obecność autora,
- analiza utworu za pomocą metody fenomenologicznej służy odkryciu wewnętrznego doświadczenia autora i jego relacji ze światem[2],
- literatura jest wyrazem świadomości egzystencjalnej twórcy,
- Krytyka literacka ma za zadanie zidentyfikować i odkryć świadomość autora[3].